# 刘宝全
刘宝全（1869年—1942年），原名刘毅民，男，祖籍直隶深县，生于北京，中国京韵大鼓艺术家。曲目有《单刀会》、《长坂坡》、《战长沙》、《白帝城》、《赵云截江》、《徐母骂曹》、《大西厢》、《闹江州》、
《游武庙》、《马鞍山》、《丑末寅初三春景》、《白山图》等作品。